# 长乐台
长乐台是南越国首任君主赵佗在他以前做县令的龙川县郊五华山所筑的一座行宫。1982年5月在中国广东省五华县华城镇塔岗村发现的一处汉朝高台古建筑遗址——狮雄山遗址被认为就是长乐台的遗址。该遗址在1984年至1990年，共进行了4次发掘。1989年6月，该遗址被列为广东省第三批重点文物保护单位。